# Bohumír Číla
Bohumír Číla (16. května 1885 Nová Paka – 13. února 1973 Praha) byl český malíř a restaurátor.

## Život
Narodil se v Nové Pace v rodině obchodníka Petra Číly. Od mládí byl značně výtvarně nadán a měl ještě dva stejně talentované bratry, staršího Antonína a mladšího Otakara, kteří se stali později významnými umělci. Po ukončení povinné školní docházky studoval v Praze na Uměleckoprůmyslové škole a následně přestoupil na pražskou Akademii výtvarných umění, kde byl žákem prof. Fr. Ženíška. Už během studií získal několik cen, mj. cestovní stipendium do Paříže, kde zůstal delší dobu. V roce 1911 odjel do Říma, kde v České koleji provedl restaurační práce, cyklus obrazů ze života sv. Václava, fresky a sgrafita. V roce 1937 vystavil v Praze soubor svých obrazů ze Slovenska, za což získal Turkovu cenu hl. m. Prahy. Od počátku dvacátých let v Praze restauroval malby stěn v letohrádku Amerika, v kapli sv. Eligia v Klementinu a ve dvou tzv. Mozartových salonech na Bertramce. V Čechách vyzdobil mnoho kostelů svými malbami, na Staroměstské radnici v Praze restauroval Brožíkovy obrazy Mistr Jan Hus před koncilem kostnickým a Zvolení Jiřího z Poděbrad; v Národním divadle renovoval Hynaisovu oponu a v roce 1947 lunety Mikoláše Alše a malby Františka Ženíška ve foyer divadla.
Maloval portréty a figurální kompozice, věnoval se i církevní malbě a byl vynikajícím restaurátorem. Zemřel v Praze roku 1973.
Bohumír Číla měl dceru Bohumíru (1932–1997), která byla též akademickou malířkou a restaurátorkou.

## Dílo (výběr)
- Kalendárium Pražského orloje – po vypálení radnice byl Mánesům orloj uložen do Národního muzea, jeho místo zaujala Čílova kopie
- Portrét papeže Pia X.
- Portrét operního pěvce Václava Viktorína[4]
- Portrét generála Jana Syrového
- Hercegovka
- Stětí sv. Jana
- Fariseus a publikán
- Polednice
- Portrét Nikolaje Nikolajeviče Ipaťjeva (v jeho domě byl zavražděn ruský car Mikuláš II.

a mnoho dalších

## Restaurátorské práce (výběr)

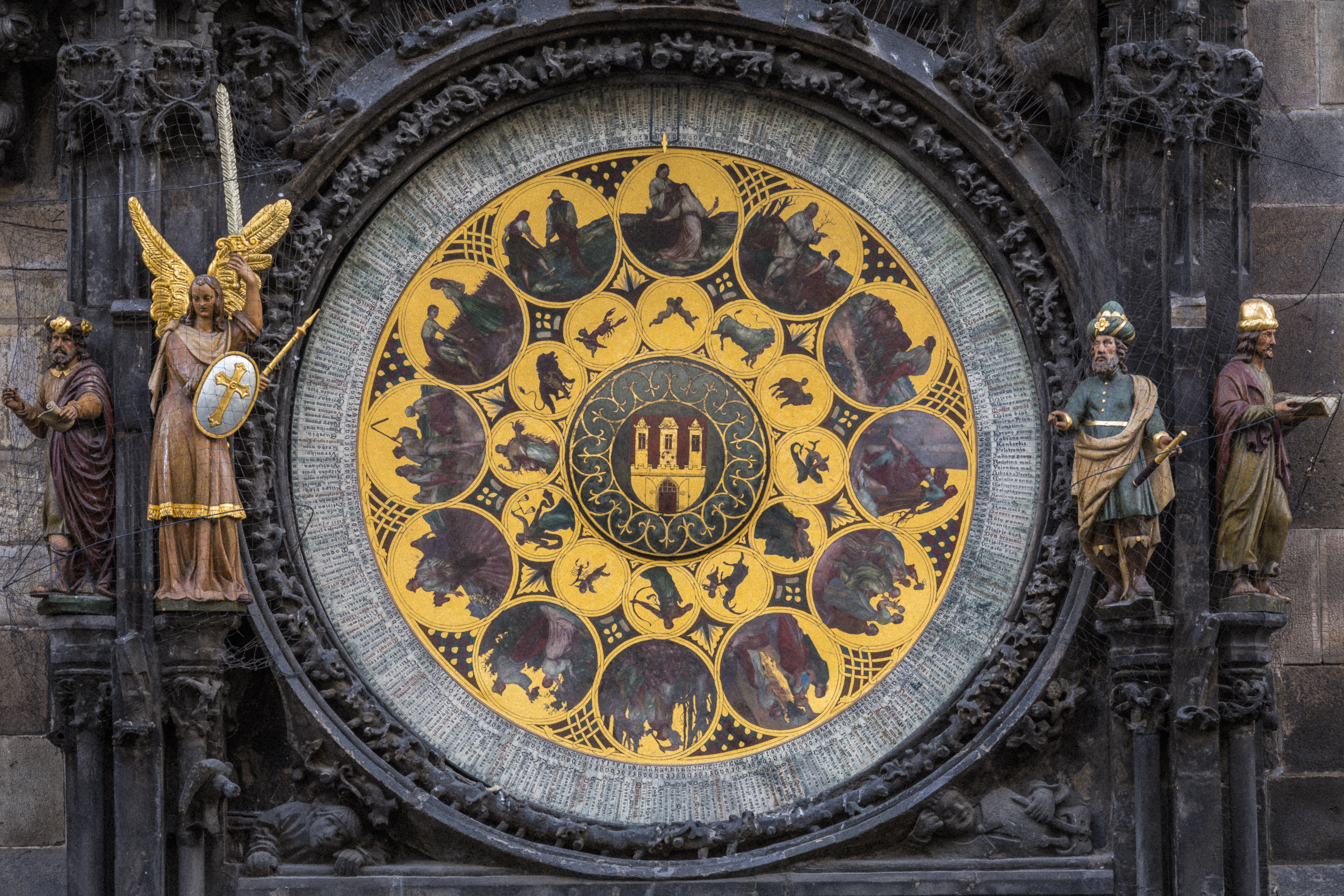
Čílova kopie Mánesovy kalendářní desky umístěná na Staroměstském orloji v letech 1946–2017

- 1919 restauroval fresky v kostele v Pelhřimově
- 1923 restauroval fresky v klášteře při kostele P. Marie a Karla Velikého v Praze na Karlově a na hradě Rožmberk
- 1930–1931 restauroval fresky v kostele sv. Petra a Pavla v Ledči nad Sázavou a kostele v Havlíčkově Brodě
- 1934, 1962 provedl rekonstrukci velkorozměrového obrazu Maroldovy Bitvy u Lipan
- po roce 1936 restauroval gotické fresky z 1. pol. 12. století v kostele v Dolním Bukovsku u Veselí nad Lužnicí
- 1940–1942 odkryl a restauroval gotické fresky v kostele sv. Jakuba v Libiši
- 1941–1944 restauroval v Ledeburském paláci Salu terrenu, dřevěné stropy Valdštejnského paláce a Pražského hradu a na radnici v Dobrovici u Mladé Boleslavi.
- 1946 namaloval novou Mánesovu kalendářní desku pražského orloje, která byla silně poškozena za pražského povstání v roce 1945
- 1959–1959 se podílel na restaurování Maulbertschovy nástěnné malby v kostele sv. Hypolita ve Znojmě
- 1960 pracoval na obnově Etgensovy výzdoby poutního kostela ve Křtinách u Brna
- 1961 dokončil restaurátorské práce na zámku v Dukovanech.